# Пилиповичі (Житомирський район)
Пилипо́вичі — село в Україні, у Житомирському районі Житомирської області. Входить до складу Радомишльської міської громади. Населення становить 510 осіб.

## Географія
На північному заході від села бере початок річка Коробочка.

## Історія
Перша писемна згадка про село датується 1582 роком.
У 1885 році колишнє власницьке село при річці Бистріївці. Дворів 71, мешканців 632, єврейський молитовний будинок та постоялий будинок.
12 листопада 1921 р. під час Листопадового рейду через Пилиповичі проходила Волинська група (командувач — Юрій Тютюнник) Армії Української Народної Республіки.